# Wei Yanan
Wei Yanan (chinesisch 魏亞楠 / 魏亚楠, Pinyin Wèi Yànán; * 6. Dezember 1981) ist eine chinesische Marathonläuferin.
Bereits mit 18 Jahren gewann sie 2000 den Peking-Marathon, bei dem sie ein Jahr später Zweite wurde.
2002 siegte sie beim Seoul International Marathon. Nachdem sie im selben Jahr als Erste beim Peking-Marathon im Ziel eingelaufen war, wurde sie des Dopings überführt, disqualifiziert und für zwei Jahre gesperrt.
2005 wurde sie Zweite beim Seoul International Marathon und 2007 Erste in ihrer persönlichen Bestzeit von 2:23:12 h. Beim Marathon der Leichtathletik-Weltmeisterschaften 2007 in Osaka belegte sie den 37. Platz.
2008 wurde sie beim Xiamen-Marathon Dritte in 2:25:10 h.
Wei Yanan hat bei einer Größe von 1,62 m ein Wettkampfgewicht von 49 kg.